# امتناع از حضور در دادگاه
امتناع از حضور در دادگاه (انگلیسی: Contumacy) امتناع سرسختانه از اطاعت از مقام یا به ویژه در قانون، تحقیر عمدی دستور یا احضار دادگاه است (رجوع کنید به اهانت به دادگاه). این اصطلاح از کلمه لاتین contumacia به معنای استحکام یا سرسختی گرفته شده‌است.